# 櫻美学園高等学校
櫻美学園高等学校（おうびがくえんこうとうがっこう）は、宮崎県北諸県郡三股町大字樺山にある私立高等学校。2025年4月に都城東高等学校から校名変更。

## 設置学科
- 全日制
  - 普通科
  - 総合ビジネス科
  - 調理科
  - モビリティ工学科（2020年4月より自動車工業科より改称）
  - 看護科
- 自動車専攻科（二級整備士課程） 本校卒業生のみ入学可能。2009年4月より設置。

## 不当解雇問題
2006年3月17日に、教職員組合員の教諭4名が学校側から説明も無く内容証明の文書1枚で解雇された。また、同組合員である他の教諭2名も理事長と校長から「残業する者は能力がない」などと侮辱され、精神的・肉体的苦痛（パワーハラスメント）を受けたとして、元教職員ら6名は「組合活動を理由に不当解雇されるなど精神的苦痛を受けた」として2007年10月1日に都城東高校を運営する学校法人玉城学園などを相手に地位保全と総額3000万円の慰謝料を求める訴えを宮崎地裁に起こした。同地裁は2008年11月に教諭4名ついて解雇の無効及び解雇期間中の賃金の支払いを、2010年1月16日に組合員である他の教諭2名について解雇無効と、解雇期間中の賃金及び100万円の慰謝料の支払いを命じる判決を行った。なお、これに先立つ2008年7月31日及び2008年8月17日に宮崎県労働委員会より不当労働行為として救済命令が出されている。

## 著名な卒業生
- 犬童千秋 - 競艇選手
- 川畑亜沙美 - 元女子プロ野球選手
- 釘村忠 - エンデューロライダー
- 別府優樹 - プロボクサー
- 武藤敦貴 - プロ野球選手
- アライン・デ・アルマス - バレーボール選手